# Modła (Stojanów)
Modła – część wsi Stojanów w Polsce położona w województwie łódzkim, w powiecie sieradzkim, w gminie Goszczanów.
W latach 1975–1998 Modła położona była w województwie sieradzkim.